# Ali-Asghar Shahbazi
Pour les articles homonymes, voir Shahbazi.
Ali-Asghar Shahbazi (en persan : علی‌اصغر شهبازی) est un acteur iranien né le 29 novembre 1922 et mort le 29 novembre 2020,.

## Filmographie
- 2006 : Zir-e Derakht-e Holou
- 2011 : Une séparation (en persan : جدایی نادر از سیمین, Djodāï-yé Nāder az Simin) d'Asghar Farhadi,: le père de Nader

## Prix et récompenses
- 2011 : Ours d'argent du meilleur acteur conjointement avec l'ensemble des acteurs pour Une séparation